# Université du Missouri à Columbia
Pour les articles homonymes, voir Université du Missouri.
L'université du Missouri à Columbia (aussi connue sous le nom de MU ou Mizzou) est une université publique située à Columbia dans l'État du Missouri.

## Historique
Il s'agit de l'université et de l'institution de recherche la plus importante de l'État. Elle a été fondée en 1839 et était, à l'époque, la seule université publique à l'ouest du Mississippi. MU fait partie intégrante du système de l'université du Missouri. On peut noter qu'elle accueille la première école de journalisme au monde à avoir été fondée en 1908, par Walter Williams. Par ailleurs, elle a été élue membre du prestigieux groupe de l'Association of American Universities, qui réunit 34 universités publiques.
Le premier bâtiment de l'université est construit en 1843. Le 9 janvier 1892, un incident ravagea l'édifice. Seules les six colonnes ioniques du portique ont résisté et sont toujours en place comme monument, après la reconstruction.
L'université du Missouri–Columbia regroupe près de 20 écoles et facultés et fait partie des six universités du pays à disposer, sur un même campus, de cursus en médecine, en médecine vétérinaire, en droit, en ingénierie et en agriculture. L'université est particulièrement reconnue pour ses programmes de journalisme (à la Missouri School of Journalism), d'agriculture, de droit, de sciences de la vie et de médecine vétérinaire. Elle accueille actuellement plus de 28 000 étudiants qui proviennent de tout l'État, de tout le pays et de plus de 100 pays étrangers.

## Personnalités liées à l'université

### Étudiants
- Sandra Magnus, astronaute
- George Mueller, ingénieur à la NASA
- Farouk El-Baz, ingénieur à la NASA
- Thomas Akers, astronaute
- Janet Kavandi, astronaute
- Greg Raymer, joueur de poker
- Chris Connor, chanteuse de jazz

### Sport
- Tigers du Missouri